# Anonthobium monteithi
Anonthobium monteithi là một loài bọ cánh cứng trong họ Bọ hung (Scarabaeidae).